# Линейный привод

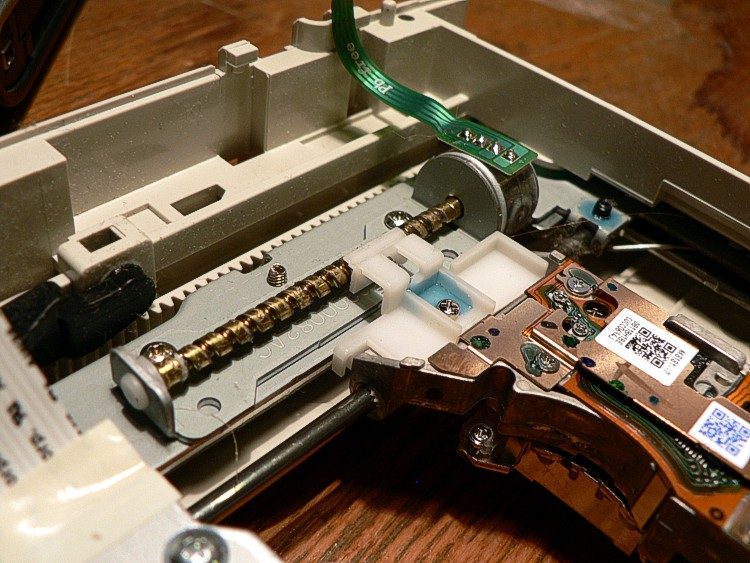
Линейный привод перемещения считывающей оптической системы DVD-устройства с ходовым винтом, приводимым во вращение шаговым двигателем.

Лине́йный при́вод — совокупность устройств, предназначенных для приведения в действие исполнительного органа машин по линейному поступательному движению. Состоит из двигателя, трансмиссии и системы управления.

## Линейный привод
Различают следующие линейные приводы в зависимости от вида используемой первичной преобразуемой энергии в механическую энергию линейного поступательного движения исполнительного органа:
— линейный электропривод,
— линейный гидропривод,
— линейный пневмопривод,
— и др.
Для преобразования вида движения в приводах на базе двигателей вращения используются различные механические передачи с известными недостатками.
Одним из вариантов создания безредукторного ЭП является применение линейных асинхронных электродвигателей (ЛАД), обеспечивающих получение непосредственно прямолинейного движения. Такие приводы повсеместно применяются для перемещения блока магнитных головок в современных жёстких дисководах. Однако широкое использование ЛАД для силового перемещения затруднено, в том числе и тем, что интеграция производственного механизма с исполнительным двигателем приводит к необходимости проектирования каждый раз привода и механизма, работающего в технологической среде одновременно.
Используются также другие физические принципы для обеспечения линейного перемещения, например, пьезоэлектрические приводы, магнитострикционные, используемые в микроманипуляторах, и другие типы.